# Cryptoplax dupuisi
Cryptoplax dupuisi är en blötdjursart som beskrevs av Edwin Ashby 1931. Cryptoplax dupuisi ingår i släktet Cryptoplax och familjen Cryptoplacidae. Inga underarter finns listade i Catalogue of Life.